# Corcovado bezarki
Corcovado bezarki là một loài bọ cánh cứng trong họ Cerambycidae.